# 戒禁取
戒禁取，又稱戒禁取見，佛教術語，是指修行不依四聖諦，卻錯誤依不正確的邪見戒禁，誤會也一樣能達到佛教的解脫。戒禁取是佛教三結（身見、疑、戒禁取）之一。斷三結已，則稱證得須陀洹果。例如佛教持素、持五戒、布施能幫助精進四聖諦，但有人卻誤會持素、持五戒、布施就是修行，不用精進四聖諦，這就是戒禁取見。

## 概論
佛教认为有五見（又名五惡見），是障礙成就佛道的五種不正確的思想觀念，即是身見、邊見、邪見、見取、戒禁取。戒禁取是其中之一。例如《俱舍论》提到，有外道见一些牛犬死後升到天界，便认为是因牛犬长期食草啖粪的果报，故拟学牛犬的行为，亦食草啖粪，以此作为戒禁，谓受持“牛戒”、“狗戒”等，认为这样便可以离苦得解脱；这便是戒禁取见的表现。
戒禁取源自於欲貪（Kāma-rāga）。佛陀指出，因為不正確的見解與欲望而修行，即稱為戒禁取見。如果有人已经破除了這種見解，至少也是得到須陀洹果的聖者。